# Kõivuküla
Kõivuküla – wieś w Estonii, w prowincji Tartu, w gminie Haaslava.